# المدرسة الركنية

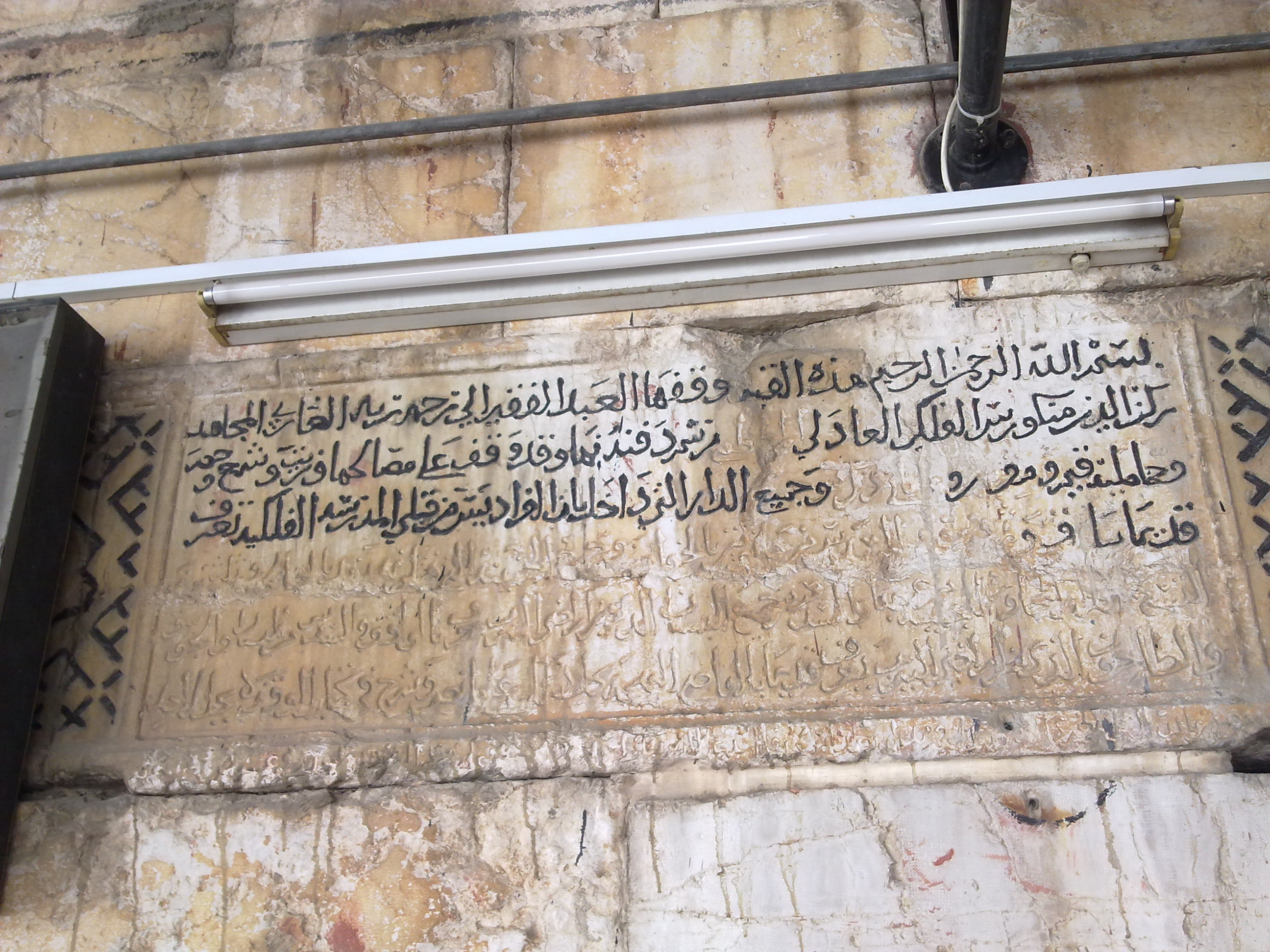
حجر وقف جامع الركنية
بسم الله الرحمن الرحيم هذه القبة وقفها العبد الفقير إلى رحمة ربه الغازي المجاهد ركن الدين منكورس الفلكي العادلي المعظمي برسم دفنه بها وقد وقف على مصالحها وزيت وشمع وحصر وجاكمية قيم ومقرئين، ما يلي ذكره وجميع الدار التي داخل باب الفراديس من قبلي المدرسة الفلكية تعرف قديماً بدار قطلوتمر والسدس من حانوتين بالخواصين وجميع الجنينة التي... ثلثي... التسع دور المجاورة للجنينة من غربها، والسدس من جميع البستان الذي هو في أراضي النيرب، يعرف بالوقف، والسدس من البستان والجوسق والطاحون التي بين أراضي النيرب، يعرف بالقاضي البهجة، كل ذلك على ما نص وشرح في كتاب الواقف، لا يحل لأحد يؤمن بالله العظيم تغيير ذلك ولا تبديله، فمن بدله بعد ما سمعه فإنما إثمه على الذين يبدلونه إن الله سميع عليم وذلك في سنة إحدى وعشرين وستمائة.

المدرسة الركنية أنشأها الأمير ركن الدين منكورس الفلكي، غلام فلك الدين أخي الملك العادل وكان من خيار الأمراء وأوقف عليها أوقافاً كثيرة وكان من شرط مدرسها أن يسكن بها.

## موقعها
تقع المدرسة الركنية خارج أسوار مدينة دمشق القديمة في نهاية شارع ابن طولون الصالحي الواصل من ساحة الميسات (حطين) إلى ساحة شمدين، وتهيمن هذه المدرسة على الساحة بأكملها في حي ركن الدين بسفح جبل قاسيون.

## تاريخها
شهدت البلاد في العهد الأيوبي، الموافق الدور الثاني للدولة العباسية 232 – 656 هـ حركة عمرانية نشطة، بعد أن قام نور الدين زنكي بترسيخ الوحدة السياسية، هذه الوحدة أدت إلى ازدهار اقتصادي ونشاط فكري، رغم انشغال الدولة بحروبٍ ضد الفرنج الصليبين.
ونتيجة الحرب المستمرة في تلك الفترة، غلب على العمارة الأيوبية البساطة والتقشف، والقوة والمتانة، مع إتقان التخطيط، فالقباب في هذا العصر لها طابع خاص ومميز، محززة ذات أضلاع شاقولية، موصولة برقبة مضلعة، والبوابات مرتفعة، يعلوها عقد مقرنصة، ومن حيث الزخارف التي اشتهر بها الفن الإسلامي، فقد قلت في العصر الأيوبي. قال الحافظ ابن كثير في تاريخه أن منشئها الأمير الكبير ركن الدين منكورس الحنفي الفكلي عام 621 للهجرة الموافق 1224 للميلاد، غلام وعتيق الأمير الكبير فلك الدين سليمان العادلي شقيق الملك العادل لأمه.. والذي اعتقه الأمير فلك الدين.. لعلمه وصلاحه بالدين والدنيا، وتكامل بنائها عام 625 للهجرة الموافق 1227 للميلاد وجعلها للمذهب الحنفي، وأوقف عليها أوقافا كثيرة، وعمل عندها تربة.. وحين توفي بقرية جيرود شمال دمشق حُمل إليها ودفن داخل مدرسته عام 631 للهجرة ما يوافقه 1233 للميلاد. وما يزال ضريحه موجود إلى يومنا هذا.

## روابط خارجية
- http://www.mow.gov.sy/ministry/amara/demashk/almadrasah_alrokniea
- http://naseemalsham.com/ar/Pages.php?page=readTourism&pg_id=32868